# فهرست موضوعات مربوط به ایران

## تاریخ و فرهنگ
- معماری ایرانی
- هنر ایرانی
- کتاب بیان
- گاه‌شماری در ایران
- ایرانیان کانادا
- قالی ایرانی
- ارمنی‌های ایران
- زنان ارمنی در ایران
- ارمنی‌ها در جنبش مشروطه ایران
- فهرست ارمنی‌های ایران
- ایرانیان مسیحی
- ستون ایرانی
- مسیر ایران
- آشپزی ایرانی
- رقص ایرانی
- دین‌های ایرانی
- قلاب‌دوزی ایرانی
- شاهنشاهی ایران
- فهرست صنایع دستی ایران
- جواهر ایرانی
- ایرانیان یهودی
- باغ ایرانی
- دستور زبان فارسی
- آتش ایرانی (کتاب)
- جنبش مشروطه ایران
- فهرست شاهان ایران
- زبان فارسی
- نامه‌های ایرانی
- ادبیات فارسی
- یکاهای ایرانی
- نگارگری ایرانی
- الگو و نقش پیوسته ایرانی
- موسیقی سنتی ایرانی
- اساطیر ایران
- بته جقه
- ایرانشناسی
- نوروز
- دین‌های ایرانی
- پیشگوی ایرانی
- کاشی‌کاری ایرانی
- بافندگی ایرانی
- وبلاگ‌نویسی در ایران
- زنان در ایران
- دائرةالمعارف فارسی
- گارد جاویدان (هخامنشی)
- جوامع فارسی‌زبان
- فارسی‌گرایی
- آرشام
- شرکت نفت ایران و انگلیس
- زبان‌های ایرانی غربی
- پارسیان هند
- ایرانیان (نمایش‌نامه)
- فرهنگ ترکی-ایرانی
- حمامنی
- تاریخ ایران
- فارسی دری
- زبان فارسی
- زبان فارسی باستان
- زبان فارسی
- زبان پارسی میانه
- فرهنگستان زبان و ادب فارسی
- مغ
- پلیس جنوب
- سازمان میراث فرهنگی، صنایع دستی و گردشگری
- گل‌ها (برنامه رادیویی)
- خاتم‌کاری

## گیاهان و جانداران
- اپیمدیوم
- گل آلاله
- گربه ایرانی
- گل گندم ایرانی
- گاندو
- زیره
- چچم ایرانی
- گوزن زرد ایرانی
- سگ تازی
- نیگلا داماسکنا
- جرد ایرانی
- قره‌گل (گوسفند)
- پلنگ ایرانی
- لیموی ایرانی
- سیاه‌گوش
- خربزه
- موش کور پدر داوید
- والک ستاره‌ای
- لاله مروارید ایرانی
- کاج ایتالیایی
- مار موش‌خوار ایرانی
- تلخه (سرده)
- سپر فارسی
- شب‌خسب
- سیزاب ایرانی
- آتشین
- ببر
- خفاش بینی‌برگه‌ای ایرانی
- گردوی ایرانی
- چچم ایرانی
- نسترن زرد
- زعفران

## مکان‌ها با نام پرشیا
- خلیج فارس
- پرشیا، آیوا
- پرشیا، نیویورک
- استان فارس
- تخت جمشید

## جنگ‌ها با نام ایران
- جنگ‌های ایران و یونان
- جنگ‌های ایران و روم
  - جنگ ایران و روس (۱۷۲۲–۲۳)
  - اردوکشی ارتش ایران به قفقاز (۱۷۹۶)
  - دوره اول جنگ‌های ایران و روسیه
  - جنگ ایران و روس (۱۸۲۶ تا ۱۸۲۸)
- جنگ‌های ایران و ترکان
- نبردهای ایران و انگلستان
  - جنگ ایران و عراق
  - جنگ خلیج فارس
  - جنگ عراق

## رنگ‌ها با نام ایران
- لاجوردی
- سبز ایرانی
- قرمز ایرانی
- بنفشه ایرانی
- سرخ گلی

## دیگر کاربردهای نام ایران
- مارش ایرانی
- چای
- تنباکوی بالدار
- سندرم جنگ خلیج فارس
- شاهزاده ایران (بازی ویدئویی)

## فهرست‌ها
- فهرست شاهان ایران
- فهرست واژگان انگلیسی با ریشه فارسی
- چهره‌های تاریخی ایران باستان
- فهرست شاعران فارسی‌زبان
- فهرست کانال‌های تلویزیونی فارسی‌زبان
- فهرست نگارگران ایرانی
- فهرست وام‌واژه‌های فرانسوی در فارسی